# Inscutomonomma pellatum
Inscutomonomma pellatum là một loài bọ cánh cứng trong họ Zopheridae. Loài này được Freude miêu tả khoa học năm 1983.